# Pharmacie à Svrljig
La pharmacie à Svrljig (en serbe cyrillique : Зграда са апотеком у Сврљигу ; en serbe latin : Zgrada sa apotekom u Svrljigu) se trouve à Svrljig, dans le district de Nišava, en Serbie. Il est inscrit sur la liste des monuments culturels protégés de la république de Serbie (identifiant no SK 1930),,.

## Présentation
Le bâtiment de la pharmacie, situé 22 rue Hadžićeva, a été construit en 1933 dans un style éclectique,.
Ce bâtiment d'angle est constitué d'un rez-de-chaussée, d'un étage et d'un toit mansardé,. La décoration des façades est marquée par l'historicisme, notamment avec des pilastres peu profonds couronnés par une ornementation en relief stylisée ; sur les côtés se trouvent aussi des consoles portant des balcons avec des balustrades en fer forgé,. La façade d'angle, en avancée et dans la continuité des balcons latéraux, est dominée par un dôme carré,.
Un soin particulier a été apporté aux détails comme on peut le voir dans la menuiserie et la couverture en étain du dôme et du toit,.
En plus de sa valeur architecturale, le bâtiment est également important pour sa contribution au développement de la culture de la santé dans toute la région,.